# 萊辛頓大道／59街車站
萊辛頓大道/59街車站（英語：Lexington Avenue/59th Street station）是紐約地鐵一個車站複合，由IRT萊辛頓大道線和BMT百老匯線共用，位於曼哈頓中城和上東城的邊界介乎59街和60街的萊辛頓大道交界。這個車站複合是紐約地鐵第八繁忙的車站，2013年共有21,282,767人次進出。
這站亦設有免費使用MetroCard的出閘轉乘63街線（F線與Q線列車，以及繁忙時段N線列車），只需離開車站步行至萊辛頓大道-63街車站。設有以下列車服務：
- 4號線、6號線、N線列車（任何時候停站）
- W線列車（僅平日停站）
- 5號線、R線列車（任何時候停站（深夜除外））
- 6號線列車（僅繁忙時段的尖峰方向停站）

## 車站結構
| G  | 街道               | 出入口、連往萊辛頓大道-63街車站                                                                         |
| B1 | 第三大道夾層       | 往百老匯線月台出入口                                                                                    |
| B1 | 東夾層             | 往北行月台出入口                                                                                        |
| B1 | 側式月台，右側開門 | |
| B1 | 北行               | 往佩勒姆灣公園（ 往帕克徹斯特（黃昏尖峰時段））（68街-亨特學院） · 深夜時往伍德羅恩（68街-亨特學院）    |
| B1 | 南行               | 往布魯克林橋-市政府（51街） · 深夜時往新地段大道（51街）                                                |
| B1 | 側式月台，右側開門 | |
| B1 | 西夾層             | 往南行月台出入口                                                                                        |
| B2 | 下通道             | 普通月台之間的下通道                                                                                    |
| B2 | 南行               | 往斯提威爾大道（第五大道-59街） · 平日往白廳街-南碼頭（第五大道-59街） · 往95街-灣脊區（第五大道-59街） |
| B2 | 島式月台，左側開門 | |
| B2 | 北行               | （平日）往阿斯托利亞-迪特馬斯林蔭路（皇后區廣場） · 往森林小丘-71大道（皇后廣場）                       |
| B3 | 夾層               | 月台轉換樓層                                                                                            |
| B4 | 側式月台，右側開門 | 側式月台，右側開門                                                                                      |
| B4 | 北行快速           | 往伍德羅恩（86街） · 往代里大道/涅雷大道（86街）                                                        |
| B4 | 南行快速           | 往皇冠高地-猶提卡大道（大中央-42街） · 平日往夫拉特布殊大道-布魯克林學院、週末往滾球綠地（大中央-42街） |
| B4 | 側式月台，右側開門 | |

## IRT萊辛頓大道線月台
59街車站位於IRT萊辛頓大道線，是個快車地鐵站。設有兩層，每層各有兩個側式月台和兩條軌道。上層由普通列車使用而下層由快速列車使用。兩層以BMT百老匯線月台層和該線月台與快車軌道之間的夾層分隔，並設有長條扶手電梯直接連結快慢車月台。
車站起初只服務普通列車。快車月台於1962年11月15日啟用，以減少 大中央-42街車站的擠迫，以及容許快車乘客轉乘BMT列車前往皇后區。在快車月台啟用前已經成為全線最繁忙的車站。
快車軌道於1959年8月10日開工。興建新快車月台的同時亦加設了一個新的夾層以連接慢車月台以及百老匯線月台，同時安裝了兩條高速扶手電梯連接快慢車月台，和另外兩條連接慢車月台和新夾層。快車月台比預計早了三個月啟用。作為計劃的一部分，慢車月台亦延長至10節長度。同時，南北行的末端亦加入了往59街的新入口，造價為650萬美元。59街車站的工程導致快速列車一度需要借道慢車軌道。

## BMT百老匯線月台
萊辛頓大道-59街車站位於BMT百老匯線，設有一個島式月台和兩條軌道，和兩個夾層。萊辛頓大道線夾層設有兩條樓梯前往IRT慢車月台，一條扶手電梯往下城月台以及三條樓梯前往中央層。第三大道一側於1960年代末興建。設有上行和下行扶手電梯與一條相鄰的樓梯，只在部分時間開放，並在第三大道設有四條街梯。新入口是同一側於1960年代月台延長工程的結果。
雖名為此，但車站並不位於萊辛頓大道和59街的交界，而是與60街的交界。原初，百老匯線地鐵將途經皇后區大橋前往皇后區。由於橫街太狹窄，往皇后區軌道需要途經59街再回到60街。然而車站可經慢車IRT月台前往萊辛頓大道和59街的出口。
百老匯線地鐵計劃於1915年改變以將兩條軌道引到60街和在皇后區大橋以北一條隧道通過東河。59街通道此時顯得無用，而在60街，地鐵需要在較深入的地下以便通過60街隧道。59街通道於是成為IRT 59街車站的行人地下道。再轉變成為下城月台和直接地鐵入口前往上城月台的Bloomingdale's。該段仍在使用，而樓層則為未曾完工的BMT車站。60街通道於現有車站向下興建時破壞，南端橫過月台的一堵牆設有一扇門，通往未使用的空間，顯示原先月台層的位置，與59街地下道相同。

## 外部連結
- nycsubway.org—IRT East Side Line: 59th Street
- nycsubway.org—BMT Broadway Subway: Lexington Avenue/59th Street
- nycsubway.org — Blooming Artwork by Elizabeth Murray (1996) （页面存档备份，存于）
- Station Reporter — 59th Street and Lexington Avenue Complex
- MTA's Arts For Transit — 59 Street/Lexington Avenue — 59th Street
- Lexington Avenue and 59th Street entrance from Google Maps Street View （页面存档备份，存于）
- Lexington Avenue and 60th Street entrance from Google Maps Street View （页面存档备份，存于）
- Third Avenue and 60th Street entrance from Google Maps Street View （页面存档备份，存于）
- 60th Street entrance from Google Maps Street View （页面存档备份，存于）
- Lower IRT level from Google Maps Street View （页面存档备份，存于）
- BMT platform from Google Maps Street View （页面存档备份，存于）
- Lobby from Google Maps Street View （页面存档备份，存于）